# Onthophagus mogo
Onthophagus mogo é uma espécie de inseto do género Onthophagus, família Scarabaeidae, ordem Coleoptera.

## História
Foi descrita cientificamente por Krikken & Huijbregts em 2008.